# 科拉萊斯 (博亞卡省)
科拉萊斯是哥倫比亞的城鎮，位於該國東北部，由博亞卡省負責管轄，始建於1782年1月28日，面積59平方公里，海拔高度2,365米，2005年人口2,481，人口密度每平方公里42.05人。
5°52′N 72°50′W / 5.867°N 72.833°W